# Wahlen zum Dáil Éireann 2002
- SP: 1
- SF: 5
- GP: 6
- LAB: 20
- FF: 82
- PD: 8
- FG: 31
- Unabh.: 13

Die Wahlen zum Dáil Éireann 2002 fanden am 17. Mai 2002 statt. Bestimmt wurden die Mitglieder des 29. Dáil.

## Ergebnis 2002
Fianna Fáil erreichte hohe Gewinne und stand kurz vor der absoluten Mehrheit. Die Wiederwahl der Fianna-Fáil-Progressive-Democrats-Koalition war die erste Wiederwahl einer Koalition in der Geschichte Irlands. Im Gegensatz dazu erlitt Fine Gael erdrutschartige Verluste und verliert alle bis auf 3 Sitze in Dublin, darunter viele prominente Mitglieder. Sinn Féin konnte seine Sitze ausbauen, wohingegen die Labour Party trotz vor der Wahl prognostizierter großer Gewinne nur knapp zulegen konnte. Auch die Grünen konnte ihre Sitzanzahl vergrößern und erreichten erstmals auch außerhalb von Dublin einen Sitz.
Bei dieser Wahl wurden erstmals bei irischen Wahlen in 3 Wahlbezirken elektronische Wahlmaschinen eingesetzt, und zwar in Meath, Dublin West und Dublin North.
Kurz nach der Wahl trat der Anführer von Fine Gael, Michael Noonan, zurück und Enda Kenny übernahm seinen Platz. Später im gleichen Jahr trat auch der Labour-Führer Ruairí Quinn zurück und wurde durch Pat Rabbitte ersetzt.
Die 166 Parlamentarier versammelten sich erstmals am 6. Juni 2002.
Das Wahlergebnis 2002 bot nur sehr geringe Aussichten auf eine alternative Regierung während der Amtszeit des Dáil. Die Oppositionsparteien haben keine gemeinsame Linie und die Position von Fianna Fáil ist so gefestigt, dass selbst ein Ausscheiden der Progressive Democrats aus der Regierung durch Unabhängige ausgeglichen werden könnte.
| Partei                      | Anführer       | Sitzverteilung | Sitzverteilung | Sitzverteilung | Nachwahlen (5) | Nachwahlen (5) | Nachwahlen (5) | Nachwahlen (5) |
| --------------------------- | -------------- | -------------- | -------------- | -------------- | -------------- | -------------- | -------------- | -------------- |
| Partei                      | Anführer       | Anzahl         | ±              | %-Verteilung   | Verloren       | Gewonnen       | Behalten       | ±              |
| Fianna Fáil                 | Bertie Ahern   | 82             | +4             | 49,40 %        | 3              |                |                | −4             |
| Fine Gael                   | Michael Noonan | 31             | −23            | 18,68 %        |                | 1              | 1              | +1             |
| Labour Party                | Ruairí Quinn   | 20             | +3             | 12,05 %        |                |                |                |                |
| Progressive Democrats       | Mary Harney    | 8              | +4             | 4,82 %         |                |                |                |                |
| Green Party/Comhaontas Glas | Trevor Sargent | 6              | +4             | 3,61 %         |                |                |                |                |
| Sinn Féin                   | Gerry Adams    | 5              | +4             | 3,01 %         |                |                |                |                |
| Socialist Party             | Joe Higgins    | 1              |                | 0,60 %         |                |                |                |                |
| Unabhängige                 | Unabhängige    | 13             | +8             | 7,83 %         | 1              | 3              |                | +2             |
| Andere (Democratic Left)    |                | 0              | −4             |                |                |                |                |                |
|                             |                | 166            | ±0             |                |                |                |                |                |

| Partei                                          | Partei                                          | Vorsitzender                                    | Stimmen 1. Präferenz | Stimmen 1. Präferenz | Stimmen 1. Präferenz | Sitze | Sitze | Sitze   |
| Partei                                          | Partei                                          | Vorsitzender                                    | Zahl                 | Anteil               | +/-                  | Zahl  | +/-   | Anteil  |
| ----------------------------------------------- | ----------------------------------------------- | ----------------------------------------------- | -------------------- | -------------------- | -------------------- | ----- | ----- | ------- |
|                                                 | Fianna Fáil                                     | Bertie Ahern                                    | 770.748              | 41,5 %               | ▲ 2,2 %              | 81    | ▲ 8   | 48,8 %  |
|                                                 | Fine Gael                                       | Michael Noonan                                  | 417.619              | 22,5 %               | ▼ 5,4 %              | 31    | ▼ 23  | 18,7 %  |
|                                                 | Irish Labour Party                              | Ruairí Quinn                                    | 200.130              | 10,8 %               | ▼ 2,1 %              | 21 1  | ▲ 4   | 12,7 %  |
|                                                 | Sinn Féin                                       | Gerry Adams                                     | 121.020              | 6,5 %                | ▲ 4,0 %              | 5     | ▲ 4   | 3,0 %   |
|                                                 | Progressive Democrats                           | Mary Harney                                     | 73.628               | 4,0 %                | ▼ 0,7 %              | 8     | ▲ 4   | 4,8 %   |
|                                                 | Green Party                                     | Trevor Sargent                                  | 71.470               | 3,8 %                | ▲ 1,0 %              | 6     | ▲ 4   | 3,6 %   |
|                                                 | Socialist Party                                 | Joe Higgins                                     | 14.896               | 0,8 %                | ▲ 0,1 %              | 1     | ▬     | 0,6 %   |
|                                                 | Christian Solidarity Party                      |                                                 | 4.741                | 0,3 %                | ▼ 0,2 %              | 0     | ▬     | 0,0 %   |
|                                                 | Workers’ Party                                  | Seán Garland                                    | 4.012                | 0,2 %                | ▼ 0,2 %              | 0     | ▬     | 0,0 %   |
|                                                 | Socialist Workers Party                         | Socialist Workers Party                         | 3.333                | 0,2 %                | ▲ 0,1 %              | 0     | ▬     | 0,0 %   |
|                                                 | Unabhängige 2                                   | Unabhängige 2                                   | 176.305              | 9,5 %                | ▲ 2,6 %              | 13    | ▲ 7   | 7,8 %   |
| Gesamt                                          | Gesamt                                          | Gesamt                                          | 1.857.902            | 100,0 %              | ▬                    | 166   | ▬     | 100,0 % |
|                                                 |                                                 |                                                 |                      |                      |                      |       |       |         |
| Gültige Stimmen                                 | Gültige Stimmen                                 | Gültige Stimmen                                 | 1.857.902            | 98,9 %               |                      |       |       |         |
| Ungültige und leere Stimmzettel                 | Ungültige und leere Stimmzettel                 | Ungültige und leere Stimmzettel                 | 20.707               | 1,1 %                |                      |       |       |         |
| Abgegebene Stimmen                              | Abgegebene Stimmen                              | Abgegebene Stimmen                              | 1.878.609            | 100,0 %              |                      |       |       |         |
| Anzahl der Wahlberechtigten und Wahlbeteiligung | Anzahl der Wahlberechtigten und Wahlbeteiligung | Anzahl der Wahlberechtigten und Wahlbeteiligung | 3.002.173            | 62,6 %               |                      |       |       |         |